# Тіль Швайґер
Ті́льман (Тіль) Валенти́н Шва́йґер, нім. Tilman Valentin Schweiger; Til Schweiger (* 19 грудня 1963, Фрайбург) — німецький актор, режисер, продюсер, сценарист.

## Біографія
Народився 19 грудня 1963 року у німецькому Фрайбурзі, дитинство провів у невеликому місті Гіссен на півдні Німеччини. В 1977 р. його родина переїхала в Гойхельгайм.
Після закінчення школи Тіль пішов слідами батьків і вступив на факультет германістики, однак незабаром покинув заняття. Після цього він вирішив присвятити себе медицині. Згодом Швайґер вступив в театральну школу в Кельні.
У 1989-му його запросили на роботу в театр «Контра-Крайс» у Бонні. Кінокар'єра Швайґера розпочалася з озвучування порнофільмів. Світову славу акторові приніс фільм «Достукатися до небес».

### Особисте життя
19 червня 1995 р. Тіль Швайґер одружився з екс-моделлю Даною Карлсен. 21 листопада 2005 року вони розлучилися. У колишнього подружжя четверо дітей: Валентин Флоріан (1995), Луна Марі (1997), Лілі Каміль (1998), Емма Тіґер (2002).

## Фільмографія

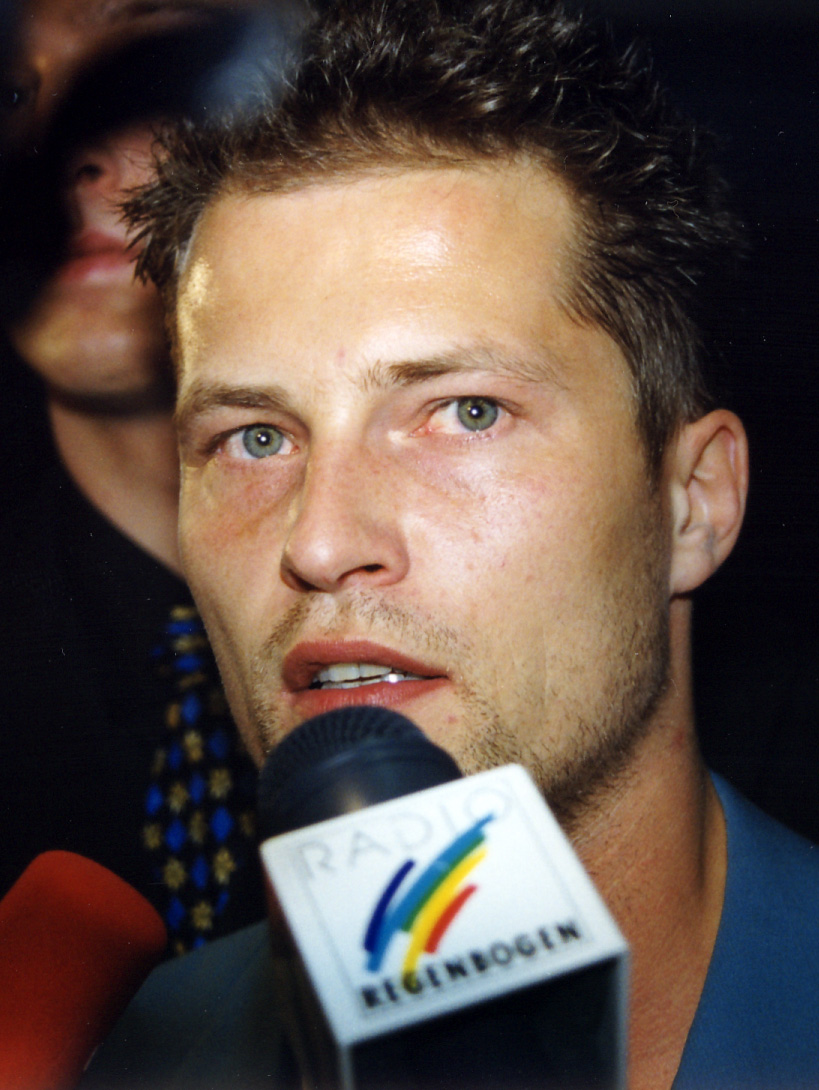
Тіль Швайґер (Til Schweiger)

- 1991 — Ризиковані гонки / Manta, Manta
- 1994 — Найбажаніший чоловік / Der bewegte Mann
- 1997 — Достукатись до небес / Knockin' on Heaven's Door — Мартін Брест
- 1998 — Вбивці на заміну / The Replacement Killers — Райкер
- 1998 — Панк із Солт-Лейк-Сіті! / SLC Punk!
- 1999 — Верняк / Bang Boom Bang - Ein todsicheres Ding
- 2000 — Відчайдушні чарівники / Magicians
- 2001 — Гонщик / Driven — Бо Бранденберг
- 2001 — Дослідження сексу / Investigating Sex — Монті
- 2001 — Що робити при пожежі? / Was tun, wenn's brennt?
- 2003 — Лара Крофт розкрадачка гробниць: колиска життя / Lara Croft Tomb Raider: The Cradle of Life — Шон
- 2004 — Ю-429. Підводна в'язниця / In Enemy Hands
- 2004 — Король Артур / King Arthur — Кінрік
- 2004 — Космічна варта: Епізод 1 / (T)Raumschiff Surprise - Periode 1
- 2005 — Босоніж / Barfuss
- 2006 — В один бік / One Way — Едді Шнайдер
- 2006 — Де Фред? / Wo ist Fred? — Фред
- 2007 — Безвухі зайці / Keinohrhasen — Лудо Деккер
- 2008 — Червоний Барон / Der Rote Baron — Вернер Фосс
- 2008 — Фар Край / Far Cry — Джек Карвер
- 2009 — Безславні виродки / Inglourious Basterds — Сержант Х'юго Штиглітц
- 2009 — Двовухі курчата / Zweiohrküken — Лудо Деккер
- 2011 — Спокусник / Kokowääh — Генрі
- 2011 — Чоловіки у великому місті 2 / Männerherzen... und die ganz ganz große Liebe — Жером Адес
- 2011 — Старий Новий рік / New Year's Eve — Джеймс
- 2012 — Отже, війна / This Means War — Генріх
- 2012 — Кур'єр / The Courier — агент ФБР
- 2012 — Янгол-охоронець / Schutzengel
- 2013 — Спокусник 2 / Kokowääh 2 — Генрі
- 2014 — Маппети у розшуку / Muppets Most Wanted
- 2014 — Мед у голові / Honig im Kopf — Ніко Розенбах
- 2017 — Атомна блондинка / Atomic Blonde — Годинникар
- 2018 — Гарячі копи / Hot Dog — Люк
- 2022 — Середньовіччя / Jan Žižka
- 2024 — Міністерство неджентльменської війни / The Ministry of Ungentlemanly Warfare

## Нагороди
- Премія Ернста Любіча (2008)